# 10269 Тусі
10269 Тусі (10269 Tusi) — астероїд головного поясу, відкритий 24 вересня 1979 року.
Тіссеранів параметр щодо Юпітера — 3,187.
Названо на честь Насира ад-Дін Абу Джафара Мухаммада ібн Мухаммада ат-Тусі (1201–1274) — перського (азербайджанського) ученого-енциклопедиста.